# Pilisbergen
Pilis är ett bergområde i norra Ungern, cirka 2 mil nordväst om Budapest, som utgör en nordöstlig del av Transdanubiska bergen. Högsta toppen är Pilis-tető på 756 meter över havet. Området gränsar i norr till Visegradbergen, som är av vulkaniskt ursprung.

## Bilder

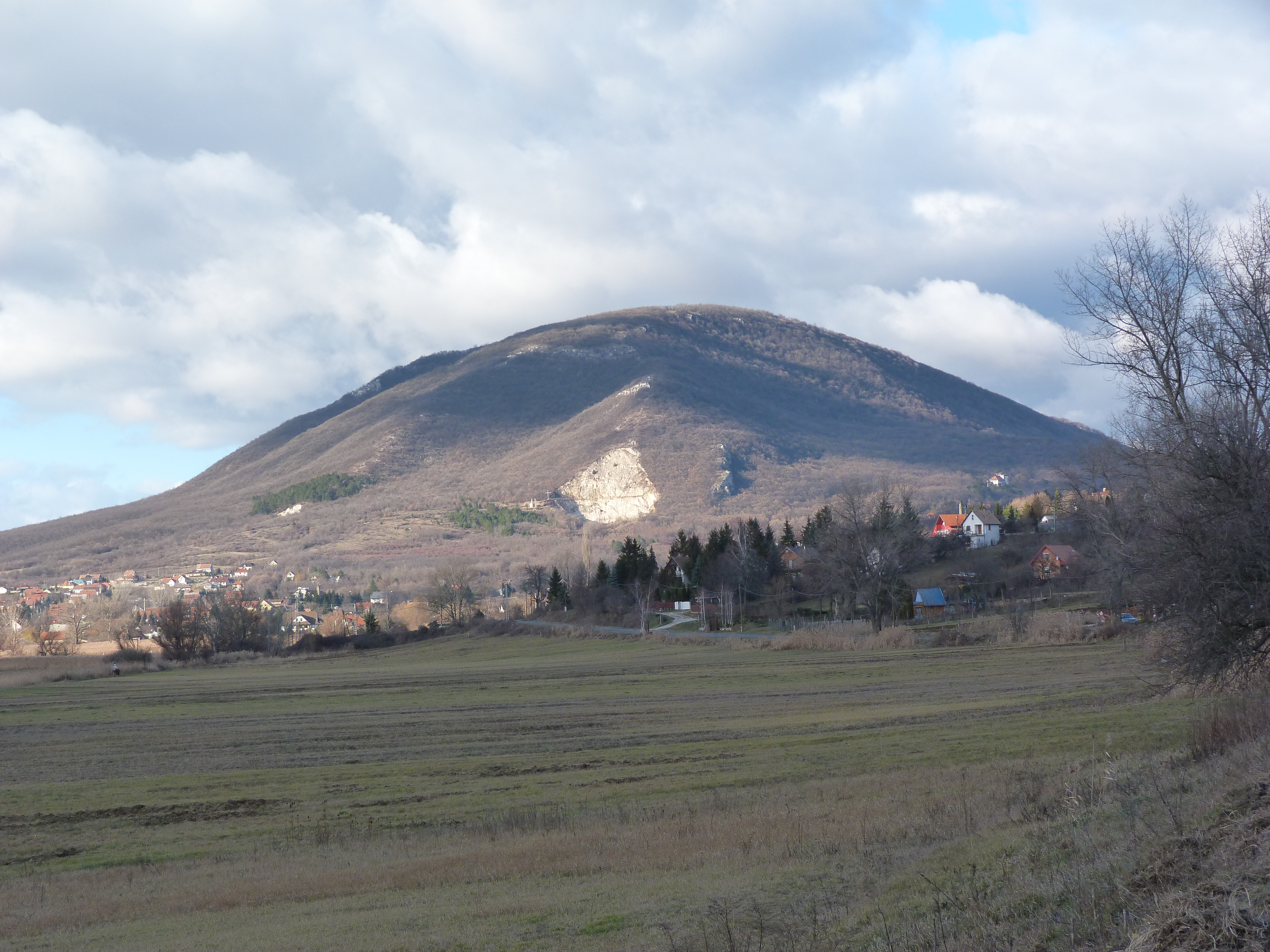
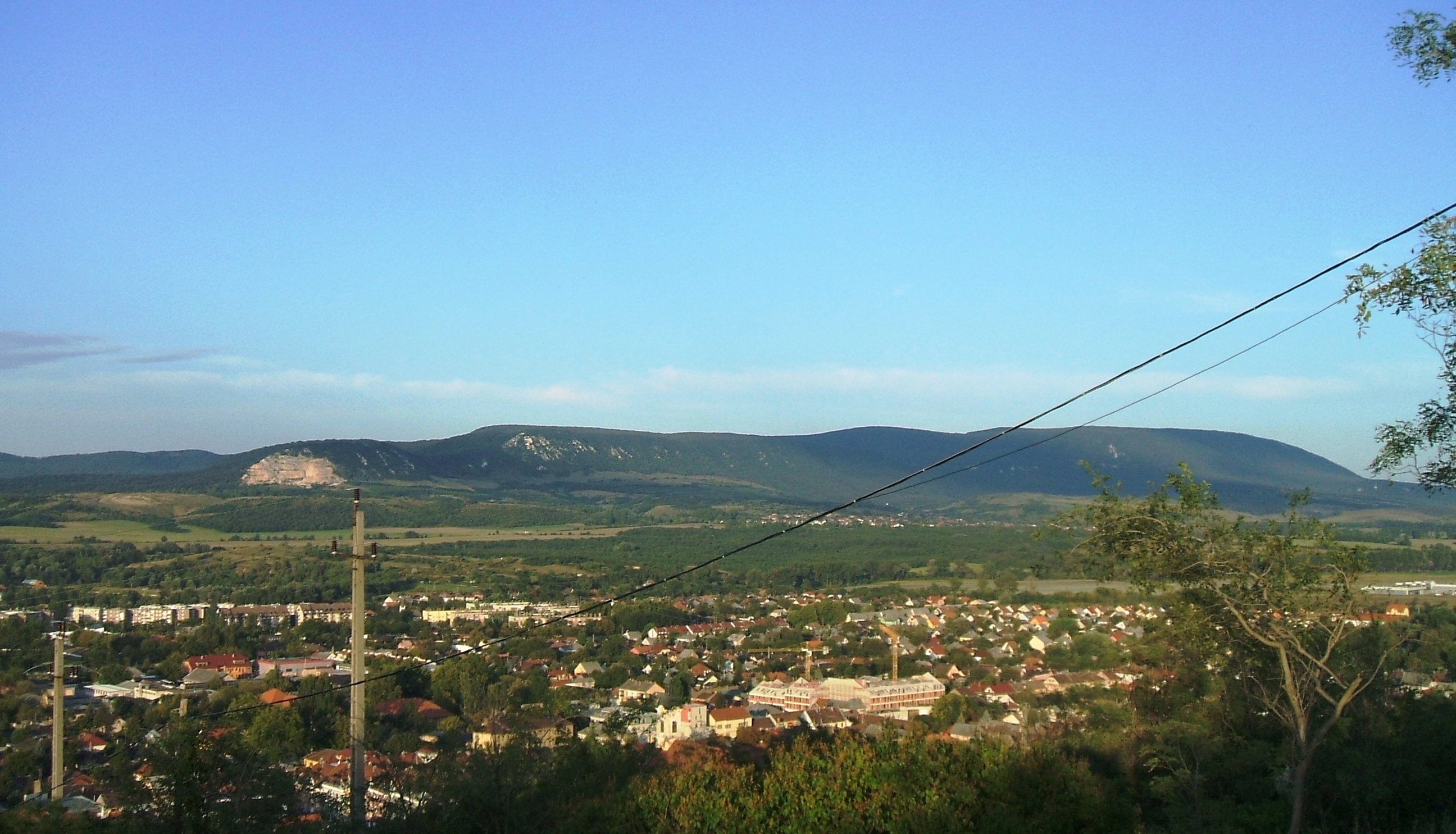
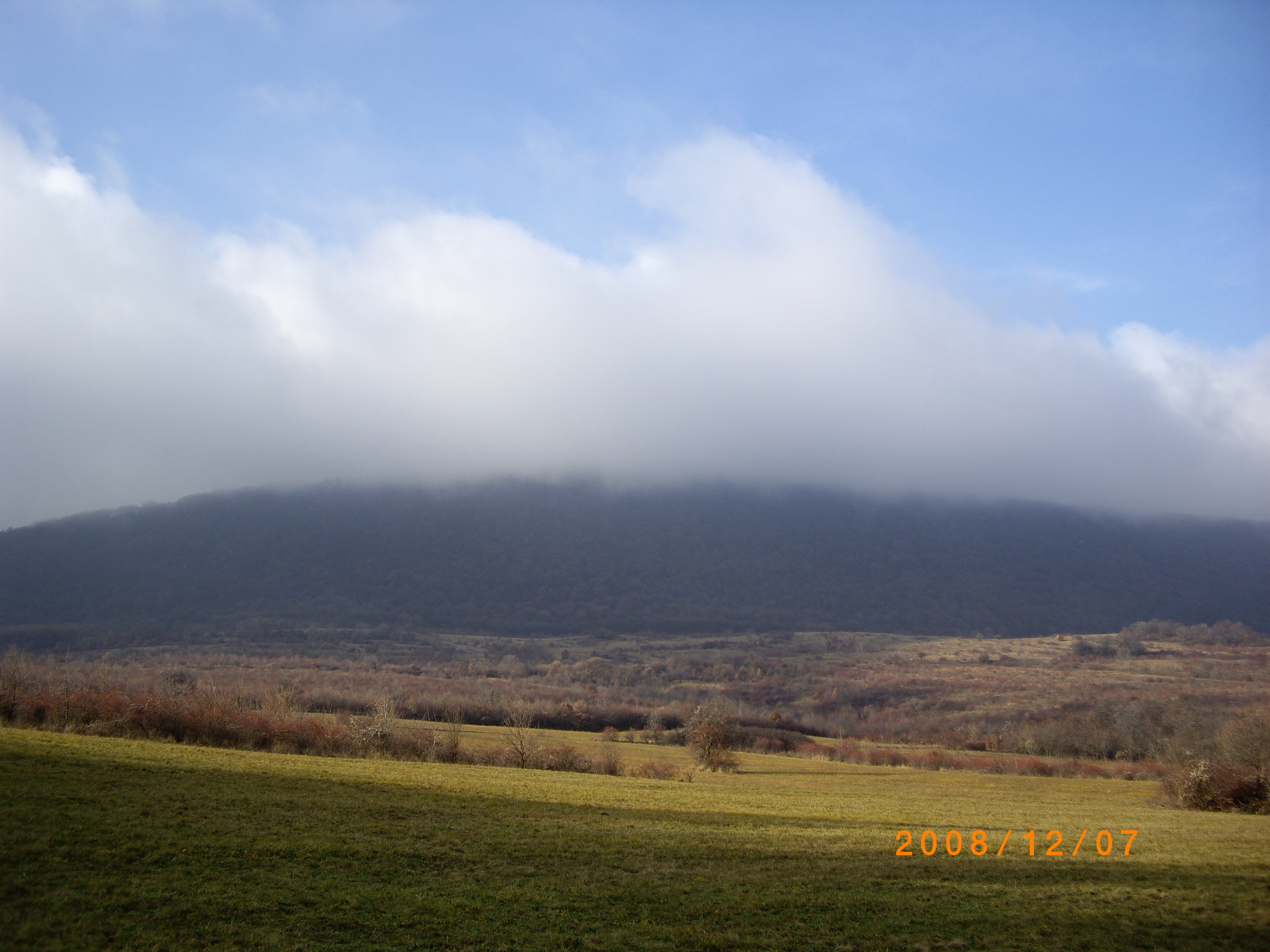